# Marglok
Marglok (405 m)  – wzniesienie po północno-wschodniej stronie zabudowanego obszaru miejscowości Klucze, w województwie małopolskim, w powiecie olkuskim, w gminie Klucze. Znajduje się na Wyżynie Olkuskiej będącej częścią Wyżyny Krakowsko-Częstochowskiej. 
Jest to wzniesienie bezleśne, zajęte przez nieużytki, które stopniowo zaczynają zarastać lasem. Znajdują się na nim trzy, obecnie nieczynne odkrywki – miejsca, w których wydobywano dolomity pochodzące ze środkowego triasu. 

## Szlak turystyczny
Klucze – Marglok – Kamyk – Spasie – Maniakówka – Jaroszowiec.